# Cộng đồng Tình báo Israel
Cộng đồng Tình báo Israel (tiếng Hebrew: קהילת המודיעין הישראלית) là một nhóm các cơ quan tình báo của Nhà nước Israel. Hiện tại, nhóm này gồm các cơ quan sau:
- Aman: cơ quan tình báo quốc phòng, thuộc Các Lực lượng Phòng vệ Israel;
- Mossad: cơ quan tình báo hải ngoại;
- Shin Bet: cơ quan tình báo nội địa;
- Bộ phận tình báo của Cảnh sát Israel;
- Trung tâm Nghiên cứu Chính trị: cơ quan tình báo của Bộ Ngoại giao Israel.